# Ctenophorus adelaidensis
Ctenophorus adelaidensis är en ödleart som beskrevs av  Gray 1841. Ctenophorus adelaidensis ingår i släktet Ctenophorus och familjen agamer.

## Underarter
Arten delas in i följande underarter:
- C. a. chapmani
- C. a. adelaidensis